# Фред Пікерінг
Фред Пікерінг (англ. Fred Pickering, 19 січня 1941, Блекберн — 9 лютого 2019) — англійський футболіст, що грав на позиції нападника. Виступав, зокрема, за клуби «Блекберн Роверз» та «Евертон», а також національну збірну Англії.

## Клубна кар'єра
У дорослому футболі дебютував 1959 року виступами за команду клубу «Блекберн Роверз», в якій провів чотири сезони, взявши участь у 123 матчах чемпіонату. Більшість часу, проведеного у складі «Блекберн Роверз», був основним гравцем атакувальної ланки команди. У складі «Блекберн Роверз» був одним з головних бомбардирів команди, маючи середню результативність на рівні 0,48 голу за гру першості.
Своєю грою за цю команду привернув увагу представників тренерського штабу клубу «Евертон», до складу якого приєднався 1963 року. Відіграв за клуб з Ліверпуля наступні чотири сезони своєї ігрової кар'єри. Граючи у складі «Евертона» також здебільшого виходив на поле в основному складі команди. В новому клубі був серед найкращих голеодорів, відзначаючись забитим голом в середньому щонайменше у кожній третій грі чемпіонату.
Згодом з 1967 по 1970 рік грав у складі команд клубів «Бірмінгем Сіті» та «Блекпул».
Завершив професійну ігрову кар'єру у клубі «Блекберн Роверз», у складі якого вже виступав раніше. Прийшов до команди 1970 року, захищав її кольори до припинення виступів на професійному рівні у 1971.
Помер 9 лютого 2019 року на 79-му році життя.

## Виступи за збірну
1964 року дебютував в офіційних матчах у складі національної збірної Англії. Протягом кар'єри у національній команді, яка тривала 1 рік, провів у формі головної команди країни 3 матчі, забивши 5 голів.